# قوجة
قوجة هي قرية في مقاطعة تكاب، إيران. يقدر عدد سكانها بـ 542 نسمة بحسب إحصاء 2016.